# Ernst Rothlin
Ernst Rothlin, né le 27 décembre 1888 à Lachen, canton de Schwytz et décédé le 20 septembre 1972 à Rigi, canton de Lucerne, était un chimiste et pharmacologue suisse.

## Biographie
Après avoir suivi les cours à l'école de l'abbaye de Schwyz, il alla au Gymnasium (lycée) de Saint-Gall. Il étudie ensuite la médecine à Genève, Berlin, Kiel, pour finir à Zurich où il obtient son doctorat en 1914.
Après avoir été assistant en médecine à Zurich, il va suivre des cours de chimie et de physiologie à Genève. Il revient à Zurich comme assistant du professeur Walter Rudolf Hess (1881-1973). Il marque alors son intérêt pour la biochimie et la pharmacologie. Il devient en 1920 maître de conférence en physiologie.
En 1922 il est embauché au laboratoire de pharmacologie de Sandoz à Bâle. Il en est devenu le directeur en 1948.
Il va étudier avec Arthur Stoll les alcaloïdes synthétiques pour en faire une analyse précise de leurs applications thérapeutiques et en mesurer les conséquences par des essais cliniques. Le domaine d'étude le plus important est celui des alcaloïdes de l'ergot et de leurs dérivés.
Ces recherches vont conduire à la découverte des effets hallucinogènes du LSD en 1943 avec Albert Hofmann.
De nombreux médicaments sortiront de ces recherches :
- Methergine, contre les saignements utérins,
- Hydergine, contre l'hypertension,
- Calcium-Sandoz, contre les allergies,
- Digoxine-Sandoz, contre l'insuffisance cardiaque.

Il devient professeur de pharmacologie de l'Université de Bâle en 1934.
Il est membre fondateur de l'Académie suisse des sciences médicales (ASSM) en 1943. Il en a été le trésorier jusqu'en 1952, puis membre honoraire à partir de 1959.
Après son départ de Sandoz, en 1956, il a participé à la création de l'Association internationale pour la psychopharmacologie (Collegium Internationale Neuropsychopharmacologicum, CINP) puis, en 1958, de la revue "Psychopharmacologia".

## Distinctions
- Docteur honoris causa des universités de Lausanne, en 1948, et de Graz, en 1955.
- Paracelusring[3] de la ville de Villach en 1957.
- Président d'honneur du Collegium Internationale Neuropsychopharmacologicum (Internationale Gesellschaft für Psychopharmakologie - International College of Neuro-Psychopharmacology)